# Salaga
Salaga este un oraș situat în regiunea de Nord din Ghana, El se află situat la 120 de km sud-vest de orașul Tamale. In secolele XVIII și XIX orașul era la intersecția a mai multor drumuri comerciale care urmau spre nord linia de coastă a Atlanticului.

In apropiere de orașul Salaga formează fluviul Volta, Lacul de acumulare Volta, după care își urmează cursul spre sud-est vărsându-se în Laguna de Ada din Golful Guinea, Oceanul Atlantic.

## Istoric
Din anul 1744 regatul Ashanti aparține și plătește tribut regatului Dagomba (1409-1899) orașul fiind unul dintre târgurile importante de sclavi din Africa. La acest comerț participau și regatele din nord, Mossi și Gonja. Prin structura cosmopolită a populației orașului care oscila între 20.000 și 50.000, Salaga este poreclit "Timbuktul de Sud". Limbile vorbite sunt: hausa, franceza colonială. Populația de religie mohamedană predomină, dar se pot întâlni și alte etnii religioase.
După ce trupele britanice înfrâng în anul 1874 rezistența regatului Ashanti, orașul Salaga cunoaște o perioadă de declin economic care culminează în anul 1892 când s-a interzis comerțul cu sclavi.
In anul 1897 trupele engleze asediază orașul, ani la rând Salaga a fost obiect disputat între Germania și Marea Britanie el fiind situat la granța dintre coloniile germane și engleze. In anul 1900 Salaga a decăzut complet, devenind numai un punct de popas pentru caravane. De trecutul istoric al orașului ne amintește așa numita „Wonkan bawa”, locul unde erau sclavii îmbăiați și mai există încă baobabul de pe târgul de odinioară de sclavi.

## Literatură
- Johnson, Marion.  "The Slaves of Salaga."  The Journal of African History 27.2 (1986): 341-362.
- Lovejoy, Paul E.  "Polanyi's "Ports of Trade": Salaga and Kano in the Nineteenth Century."  Canadian Journal of African Studies 16.2 (1982): 245-277.